# Jezdkovice
Jezdkovice (1869–1900 Jestkovice, německy Jeschkowitz) jsou obec po obou stranách historické hranice Slezska a tzv. moravských enkláv ve Slezsku, v okrese Opava v Moravskoslezském kraji. Téměř celý katastr obce, jakož i celá její zástavba ale leží ve Slezsku. Žije v nich 244 obyvatel.

## Název
Nejstarší písemný doklad z roku 1250 má německé Jeskendorf, české jméno poprvé doloženo z roku 1265 jako Iescowiz. Uvedený zápis českého jména může odrážet podobu Ješkovice, Ježkovice nebo Jezdkovice. Výchozí tvar Ješkovici/Ježkovici/Jezdkovici byl odvozen od osobního jména Ješek/Ježek/Jezdek a znamenal "Ješkovi/Ježkovi/Jezdkovi lidé". Podoba se -zd- (psáno též -st-) je doložena od 1270 a v konkurenci ostatních tvarů se definitivně prosadila až na počátku 20. století. Může být původní, ale výchozí tvar k ní též mohl být přichýlen dodatečně. Německé jméno vzniklo z českého připojením přípony -dorf (vesnice).

## Historie
První písemná zmínka o obci pochází z roku 1250. Do roku 1945 náležely ke katastru obce také Choltice. Od 1. ledna 1979 do 31. prosince 1992 Jezdkovice byly částí obce Stěbořice.

## Pamětihodnosti
- Zámek Jezdkovice byl postaven v letech 1618–1619 Mitrovskými z Nemyšle, přestavěn barokně v letech 1723–1752. Od začátku 19. století do roku 1945 zámek vlastnili Sedlničtí z Choltic, kdy byl zkonfiskován. Dnes slouží jako sídlo obecního úřadu, knihovny, prodejny smíšeného zboží; k budově přiléhá zámecký park
- Kaple Krista Krále z roku 1927
- Severozápadně od vesnice, na rozhraní katastrálních území Hlavnice a Jezdkovice, se do roku 2005 nacházela přírodní památka Jezdkovický les.